# Francisco Argandoña
Francisco Argandoña Revilla (Potosí, 4 de junio de1850 - 27 de agosto de 1910) fue un empresario minero que tuvo el título de Príncipe de La Glorieta, vivió afincado en la ciudad de Sucre en Bolivia. Junto con su esposa, Clotilde Urioste de Argandoña, fundó muchas organizaciones benéficas y fue famoso por su labor de caridad.

## Biografía
Nació en la ciudad de Potosí el 4 de junio de 1850, hijo de una familia de origen minero relacionada con las minas de Huanchaca; estudio mineralogía en el colegio inglés The Mackay School de Valparaíso. A su regreso al país empezó a trabajar en la Compañía Minera Huanchaca, logró comprar acciones por un valor de 200.000 pesos. En 1868, se instaló en la ciudad de Sucre, donde desarrolló una amplia labor filantrópica y caritativa. En 1874 contrajo matrimonio con Clotilde Urioste Velasco.

## Negocios y vida política
En 1878, se produjo un verdadero auge en la Mina Huanchaca, donde se empezó a raudales a extraer la plata enriqueciendo las arcas de Francisco y Clotilde. En 1879, hizo un empréstito al Gobierno de Bolivia, para poder sufragar los gastos de la guerra del Pacífico.
En 1890, Francisco Argandoña tenía ahorrada una cantidad de dinero muy importante, quiso invertir en algo diferente a las minas, para ello recurrió al consejo de su cuñado Clodoveo Urioste Velasco, quién era un experto en transacciones financieras. Su cuñado Atanasio de Urioste Velasco le aconsejó que el mejor negocio era abrir un banco. En 1892, el "Banco Francisco Argandoña" fue inaugurado y se erigió como banco de emisión de dinero y comercial de acuerdo a las leyes de 1890 y 1891. Gracias a las condiciones imperantes en ese tiempo, invertir el capital de Francisco Argandoña en el Banco fue el mejor negocio que pudo darse. El Banco Argandoña tuvo una vigencia de 20 años (1892-1912).

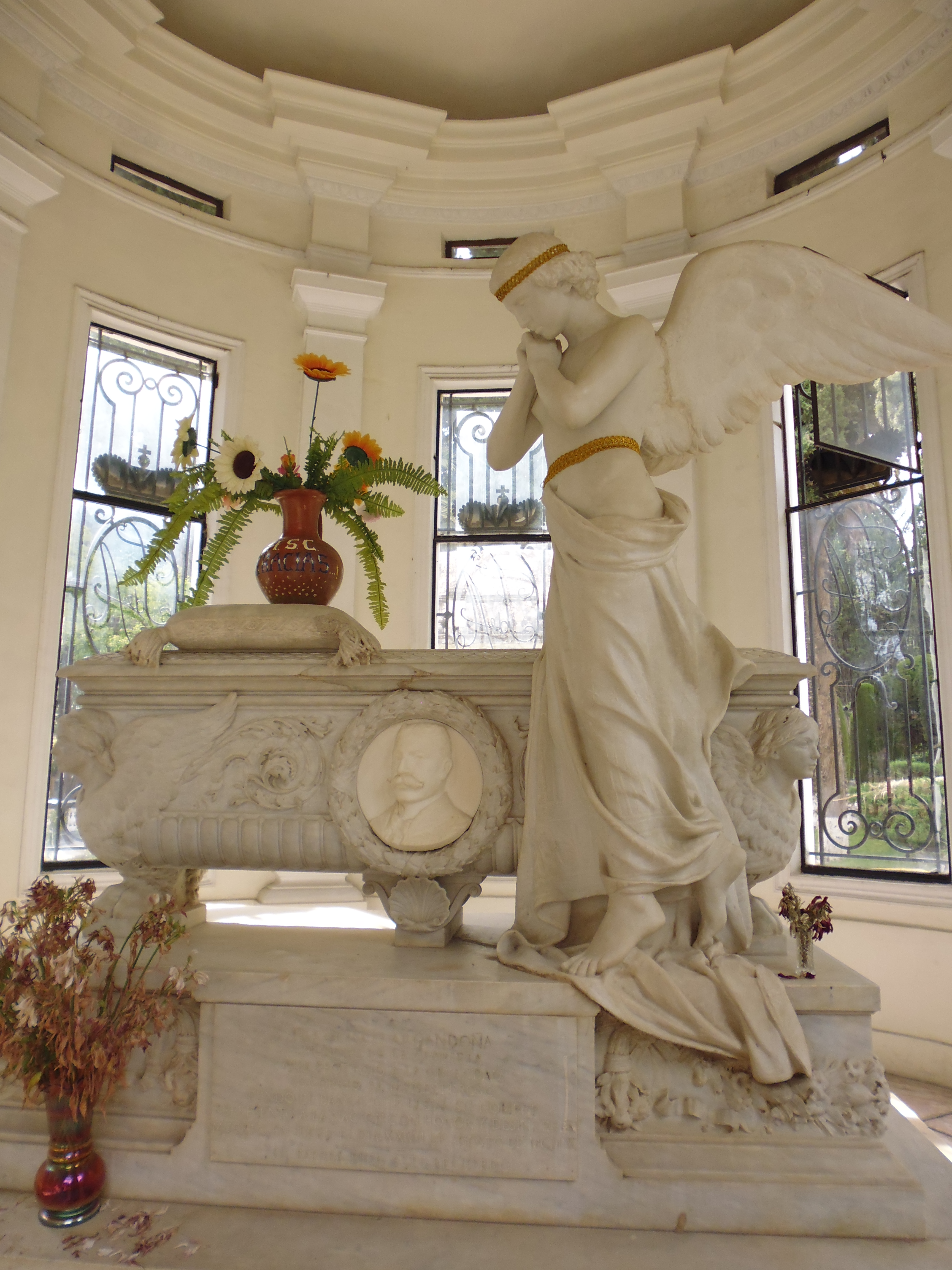
Tumba de Francisco Argandoña en el Cementerio general de Sucre.

En 1894 el matrimonio Argandoña-Urioste inició su vida diplomática cuando Francisco Argandoña fue nombrado Encargado de Negocios de Bolivia ante el Palacio de la Moneda en Santiago de Chile. Poco tiempo después, el Gobierno de Bolivia lo nombró enviado extraordinario y ministro plenipotenciario ante la Santa Sede y las Cortes de Europa. Cargo que fue aceptado a título honorario, consiguientemente el matrimonio se instaló en París donde compraron un importante inmueble situado en la avenida Víctor Hugo, próximo al Arco del Triunfo. También le tocó representar a Bolivia en las Cortes de Roma, San Petersburgo, Berlín y Madrid. Realizó una importante actividad diplomática, dando a conocer la historia, la geografía y costumbres de Bolivia.
El 27 de agosto de 1910, después de una corta dolencia, Argandoña falleció.